# René Gerber
René Gerber   (29 de juny de 1908 - 21 d'octubre de 2006) estudiant de Paul Dukas i Nadia Boulanger, entre d'altres, va ensenyar al "Collège Latin" (Neuchâtel) i es va convertir en el director del Conservatori de Música de Neuchâtel.
Un exponent del neoclassicisme i de la "claredat francesa", les seves composicions segueixen formes tradicionals. Va compondre música simfònica (inclosa la suite orquestral "The Old Farmer's Almanach"), 15 concerts, música de cambra, música vocal, música per a piano, una obra per a orgue, dues òperes inspirades en obres de Shakespeare (Romeu i Julieta, El somni d'una nit d'estiu).